# Туфлер
Туфле́р (фр. Toufflers) — коммуна во Франции, регион О-де-Франс, департамент Нор, кантон Вильнёв-д’Аск. Расположена в 15 км к западу от Лилля на границе с Бельгией, в 8 км от автомагистрали N227. 
Население (2017) — 3 905 человек.

## Достопримечательности
- Церковь Сен-Дени (св. Дионисия) 1863 года с колокольней XIV века
- Мотт XII века и развалины шато Вам

## Экономика
Структура занятости населения:
- сельское хозяйство — 1,5 %
- промышленность — 9,2 %
- строительство — 5,1 %
- торговля, транспорт и сфера услуг — 48,7 %
- государственные и муниципальные службы — 25,6 %

Уровень безработицы (2017) — 10,7 % (Франция в целом — 12,8 %, департамент Нор — 17,2 %). 

Среднегодовой доход на 1 человека, евро (2017) — 23 290 (Франция в целом — 25 140, департамент Нор — 18 575).

## Демография
Динамика численности населения, чел.

## Администрация
Пост мэра Туфлера с 2014 года занимает Ален Гонс (Alain Gonce). На муниципальных выборах 2020 года возглавляемый им левый список одержал победу в 1-м туре, получив 61,13 % голосов.
| Период | Период | Фамилия      | Партия        | Примечания |
| ------ | ------ | ------------ | ------------- | ---------- |
| 1962   | 2001   | Луи Симетьер |               | фермер     |
| 2001   | 2014   | Ги Адин      | Разные правые |            |
| 2014   |        | Ален Гонс    | Разные левые  |            |

## Ссылки

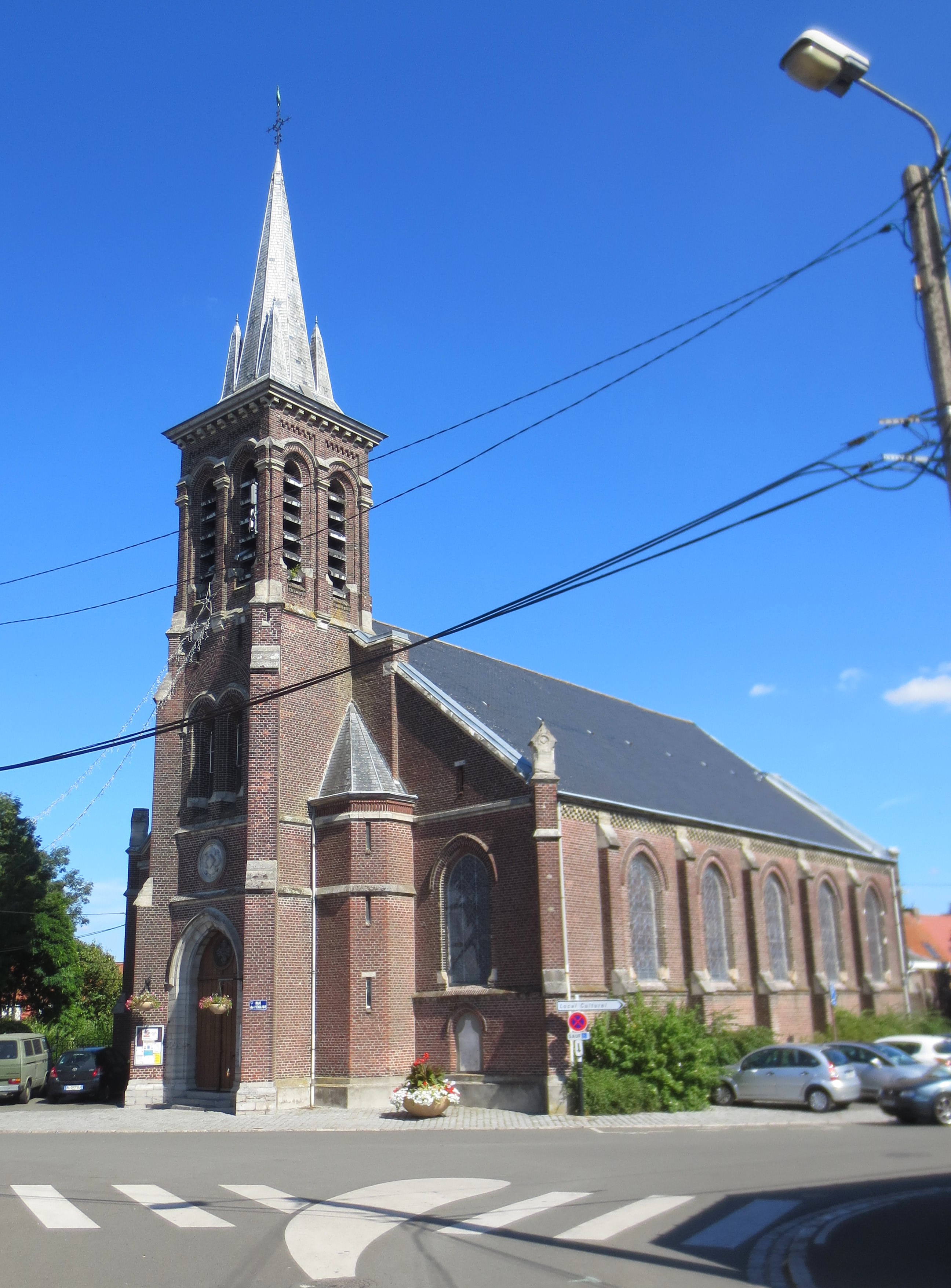
Церковь Сен-Дени